# Stabilimento balneare

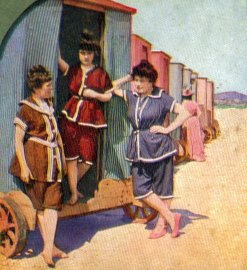
Cabine su carri in una spiaggia tedesca di fine Ottocento

Uno stabilimento balneare è una struttura turistica posta nei pressi di una spiaggia, dotata di locali e attrezzature che offrono servizi e accoglienza ai bagnanti per la balneazione. Per operare, tali strutture necessitano di una concessione demaniale marittima, un’autorizzazione che consente l’uso regolamentato delle aree costiere a fini turistici e ricreativi.

## Storia

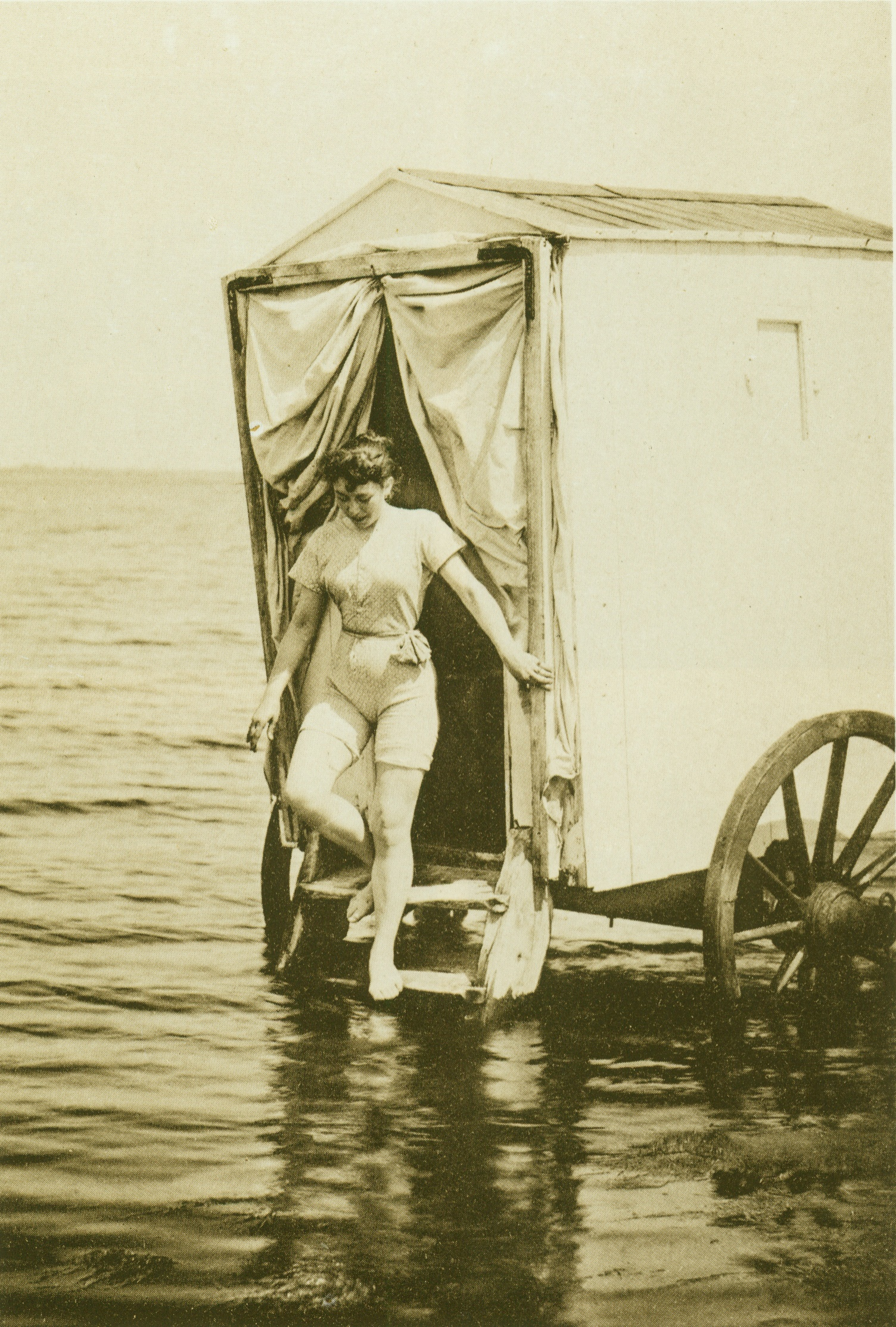
In Inghilterra, una bagnante scende in mare da una cabina dotata di ruote

La prima diffusione del termine stabilimento balneare si ebbe tra la fine del XVIII e l'inizio del XIX secolo ma faceva riferimento prevalentemente a strutture poste presso località termali. Un ricordo lo si ha nelle denominazioni antiche di località italiane come Bagni di Montecatini, ora Montecatini Terme, e Trescore Balneario o in analoghe località francesi con il suffisso les Bains come Évian-les-Bains e Aix-les-Bains.
Nell'Ottocento, specialmente nella seconda metà del secolo, si diffondono le prime strutture sulle spiagge marine. In una prima fase, in ossequio ai costumi dell'epoca che imponevano riservatezza alle donne in abbigliamento da bagno, si trovarono cabine montate su ruote per permettere alle donne di calarsi direttamente in acqua. A poco a poco si diffusero strutture balneari in molti luoghi d'élite come Monaco, Viareggio, Ostenda, Scheveningen, Sellin, Kühlungsborn, San Sebastián, Blackpool.

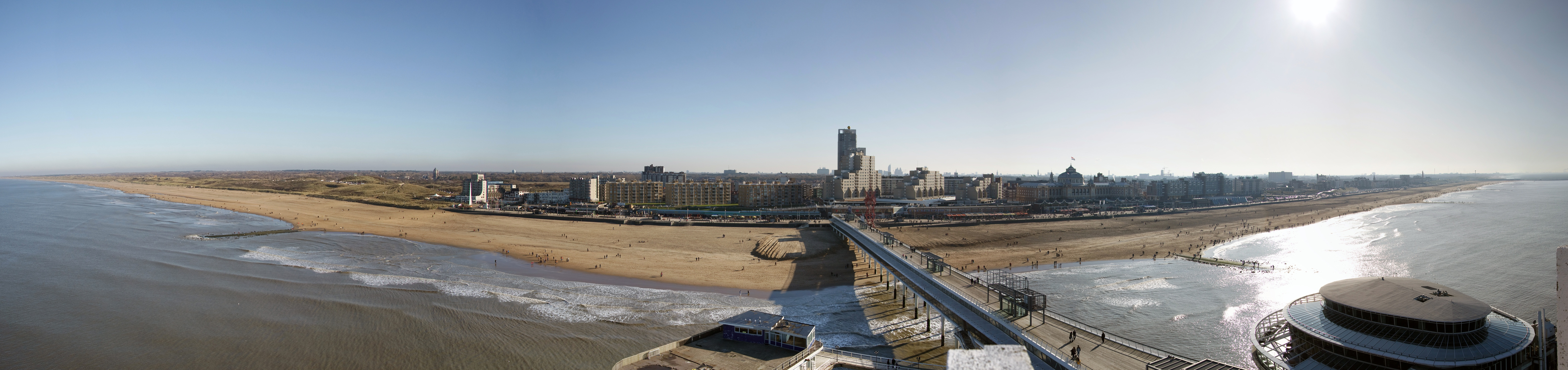
Panorama di Scheveningen. In primo piano la rotonda e il pontile

Molte località si fornirono di una Rotonda a Mare (in genere una costruzione su palafitta raccordata da un pontile) che permetteva anch'essa ai bagnanti di passare dai camerini nell'acqua. Tale carattere viene conservato fino agli anni trenta del novecento, quando si verifica un maggiore afflusso e una diffusione di colonie marine per ragazzi.

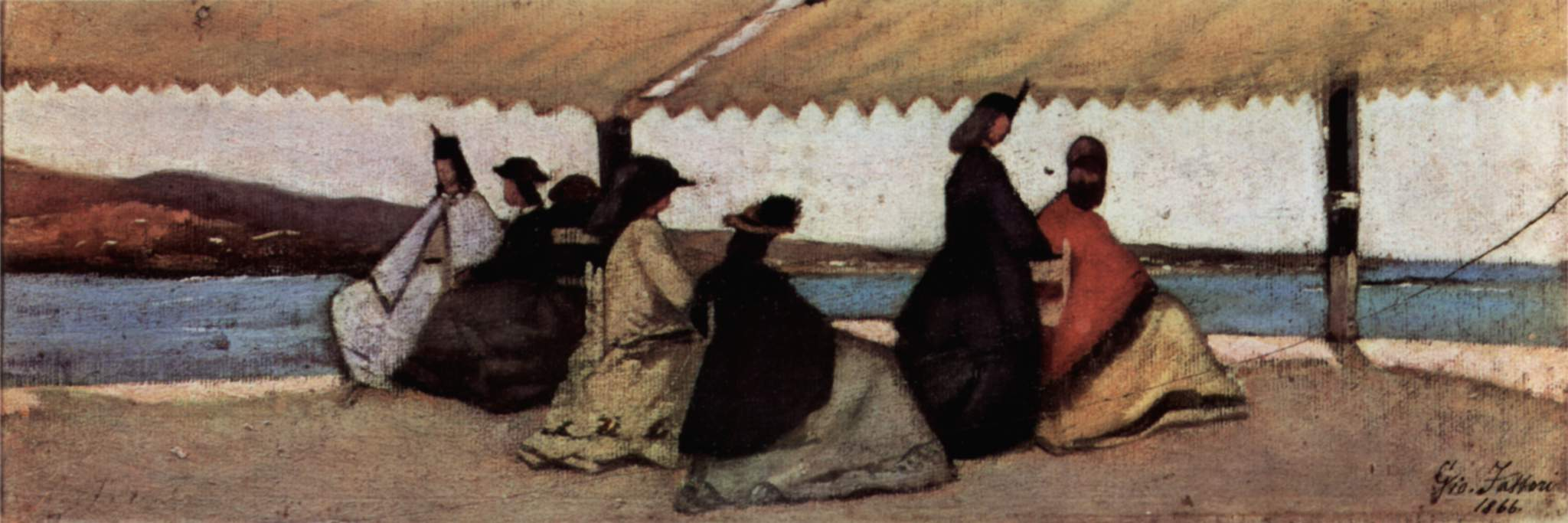
I Bagni Palmieri di Livorno in un dipinto di Fattori

## Le strutture

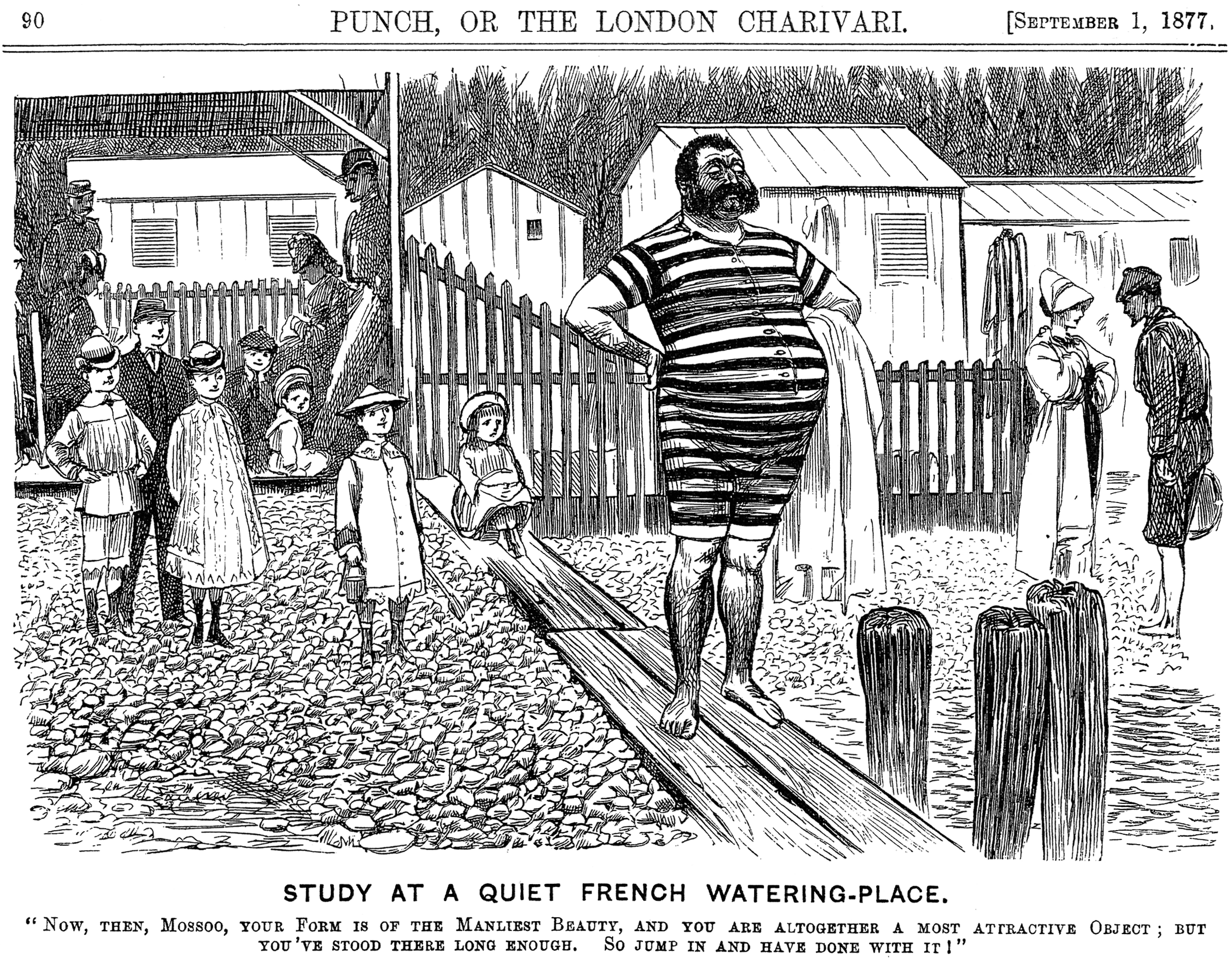
Una caricatura ottocentesca sul Punch

Gli stabilimenti balneari sono gestiti da imprese, enti, o associazioni pubbliche che attrezzano il tratto di spiaggia in concessione con diversi servizi, come l'utilizzo di ombrellone, sdraio e lettino. L'utilizzo di questo servizio avviene in genere dietro corrispettivo monetario.
Gli stabilimenti balneari inizialmente avevano in genere un'attrezzatura molto semplice costituita da ombrellone e sdraio. Con l'aumentare della clientela, sono state inserite nuove attrezzature come il lettino, il lettino con parasole, e così via. Gli ombrelloni sono stati dotati di gadget come per esempio posacenere, porta oggetti, appendi abiti. Anche il materiale è cambiato, passando dalla stoffa sino ad arrivare a tessuti plastificati facilmente lavabili. Il legno inizialmente veniva utilizzato molto, soppiantato poi dall'allumino, più leggero.
Negli stabilimenti balneari sono presenti anche attrazioni e attività, come: campi da bocce, pallavolo, beach soccer, ma anche altri servizi come edicola o servizio ristoro.

## Storia Italiana

### Italia

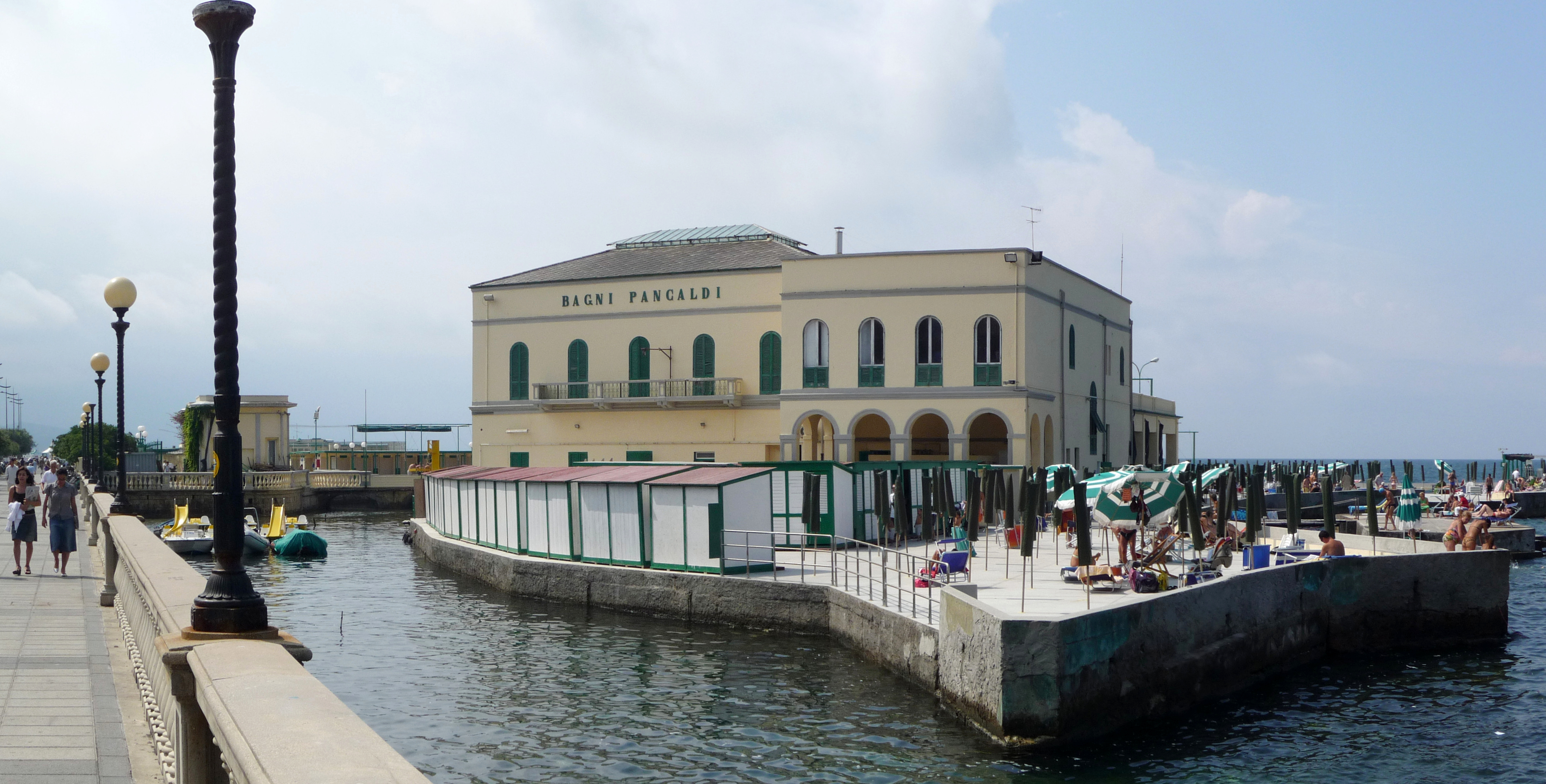
I Bagni Pancaldi a Livorno del 1924

Il primo stabilimento balneare italiano furono i Bagni Baretti o Bagni dei Cavalleggeri, sorti a Livorno nel 1781, ma ancora concepiti in modo simile a stabilimenti termali, in cui l'acqua di mare veniva spinta dentro una cabina chiusa, dove poter fare il bagno. 
I primi stabilimenti sorsero a Viareggio (1827), Napoli (1840), Rimini (1843), Livorno (1846), Lido di Venezia (1857), Alghero (1862), Cagliari (1863), San Benedetto del Tronto (1865), Giulianova (1873).
L'Unione Europea ha aperto una procedura di infrazione con la risoluzione n. 2008/4908 nei confronti dell'Italia, sollevando la questione di compatibilità con il diritto comunitario della normativa italiana in materia di concessioni del demanio marittimo con finalità turistico-ricreative: a parere dell'Unione le normative che favorivano i vecchi gestori impedivano alle imprese europee di vedere assegnate concessioni. In via transitoria si è ancora concesso proroghe delle precedenti concessioni. In un primo tempo si era parlato di portare la durata delle concessioni a 90 anni, ma poi sono passate norme profondamente diverse. Con legge 30 dicembre 2018 n. 145 (art. 1, commi 682, 683 e 684) è stata disposta l’estensione della durata delle concessioni demaniali marittime a uso turistico-ricreativo per 15 anni, quindi fino al 1º gennaio 2034.
I titolari degli stabilimenti balneari sono sottoposti ad una serie di obblighi stabiliti dalle Capitanerie di porto o dai comuni in particolare per il servizio di salvamento e di accesso dei disabili.
In alcune regioni italiane si è introdotta una diversa figura di concessione: la spiaggia libera attrezzata dove l'ingresso è gratuito e si pagano solo i servizi come avviene nel versante adriatico.

## Statistiche
Nel 2023, secondo la Camera di commercio, il numero di stabilimenti balneari in Italia ammontava a 7.244. L'Emilia-Romagna è la regione con il maggiore numero di stabilimenti balneari in Italia (1.052), seguita da Toscana (917) e Liguria (797).
Secondo lo stesso studio, il numero di stabilimenti balneari in Italia è aumentato di 1.443 unità in tredici anni (dal 2011 al 2023), in particolare nelle regioni del sud. La crescita più rilevante ha interessato la Calabria (+351 stabilimenti balneari), seguita da Campania (+188) e Sicilia (+180).
Nel 2023, secondo il report statistico delle concessioni demaniali pubblicato dal portale "Mappatura Spiagge", gli stabilimenti balneari coprono una superficie totale di 18.194.298 metri quadrati.
Per quanto riguarda l'esercizio dell'attività di stabilimento balneare, questo si realizza prevalentemente sotto forma di società di persone (3.507 aziende, pari al 43% del totale), seguito da società di capitale (2.099 imprese, 29% del totale) e imprese individuali (1.822, il 25% del totale).
In merito al fatturato, afferma Unioncamere, «prendendo in esame le circa 1.700 società di capitale per cui sono disponibili i dati di bilancio, la foto restituita dal Registro delle imprese disegna l’identikit di un settore popolato per il 68,4% da realtà al di sotto dei 250 mila euro di fatturato, mentre il 18,6% si colloca tra i 250 e 500 mila euro, il 9,5% è nella fascia tra 500 mila e 1 milione di euro e infine un piccolo drappello (il 3,4%) totalizza a fine anno incassi superiori ai sei zeri».